# Giovanni Gronchi
Giovanni Gronchi (Pontedera, Toscana, 10 de septiembre de 1887 - Roma, 17 de octubre de 1978) fue un político italiano demócrata-cristiano y tercer presidente de la República italiana.
Giovanni Gronchi fue cofundador, con Luigi Sturzo, del Partido Popular Italiano en 1919 y formó parte del primer gobierno de Benito Mussolini en 1922. Abandonó el gobierno un año después y se integró en la oposición al dictador. Fue ministro de Industria y Comercio entre 1944 y 1946 y presidente de la Cámara de los Diputados de 1948 a 1955. Desde 1955 hasta 1962 ocupó la Presidencia de la República italiana. Durante su presidencia se celebraron los Juegos Olímpicos de Roma 1960 y que fueron inaugurados por él.
| Predecesor: Luigi Einaudi | Presidente de la República Italiana 1955 - 1962 | Sucesor: Antonio Segni |

- Datos: Q1241
- Multimedia: Giovanni Gronchi / Q1241